# TNT Express
TNT Express é uma empresa internacional de serviços de entrega de correio com sede em Hoofddorp, Países Baixos. A empresa está presente em 63 países e assegura entregas de documentos, pacotes e carga em mais de 200 países. A empresa facturou €6690 milhões de euros em 2013.

## História

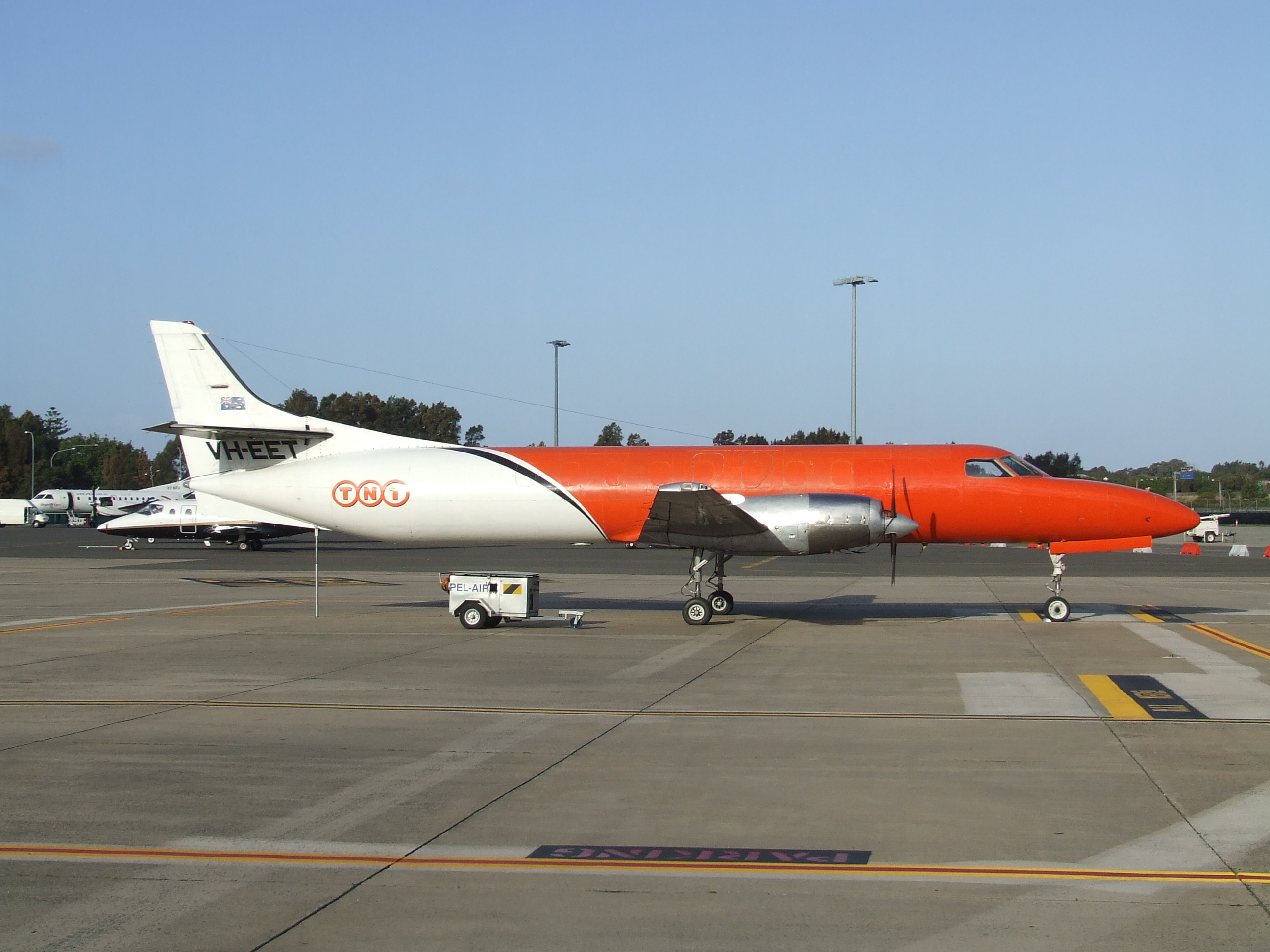
Um avião Fairchild Metro III operado pela companhia áerea de carga australiana Pel-Air, pintado com as cores da TNT

O nome TNT é um acrônimo de Thomas Nationwide Transport. O nome deriva de Ken Thomas, um empresário australiano que, em 1946, montou o seu próprio serviço de transportes usando um único caminhão.
Até 2011, a TNT Express era uma divisão da TNT N.V., mas no dia 26 de maio desse ano foi separada da empresa-mãe e passou a estar cotada na bolsa de valores Euronext Amsterdam Stock Exchange. Nessa ocasião, a TNT adotou a denominação PostNL.
Os seus principais concorrentes são a United Parcel Service (UPS), a FedEx e a DHL.
Em Abril de 2015, a FedEx anunciou que tinha chegado a acordo para adquirir a TNT Express for por 4400 milhões de euros, com o objectivo de expandir as suas operações na Europa.

## Operações
A empresa opera redes de transporte rodoviário e aéreo na Europa, no Médio Oriente, em África, na Ásia-Pacífico e nas Américas.